# Yamhill County
Yamhill County ist ein County im Bundesstaat Oregon der Vereinigten Staaten. Das U.S. Census Bureau hat bei der Volkszählung 2020 eine Einwohnerzahl von 107.722 ermittelt. Der Sitz der Countyverwaltung (County Seat) befindet sich in McMinnville.

## Geographie
Das County hat eine Fläche von 1861 Quadratkilometern; davon sind 7 Quadratkilometer (0,39 Prozent) Wasserfläche.

## Geschichte
Das County wurde am 5. Juli 1843 gegründet und nach dem Volk der Yamel benannt.
82 Bauwerke und Stätten des Countys sind im National Register of Historic Places (NRHP) eingetragen (Stand 18. Juli 2018).

## Demografische Daten

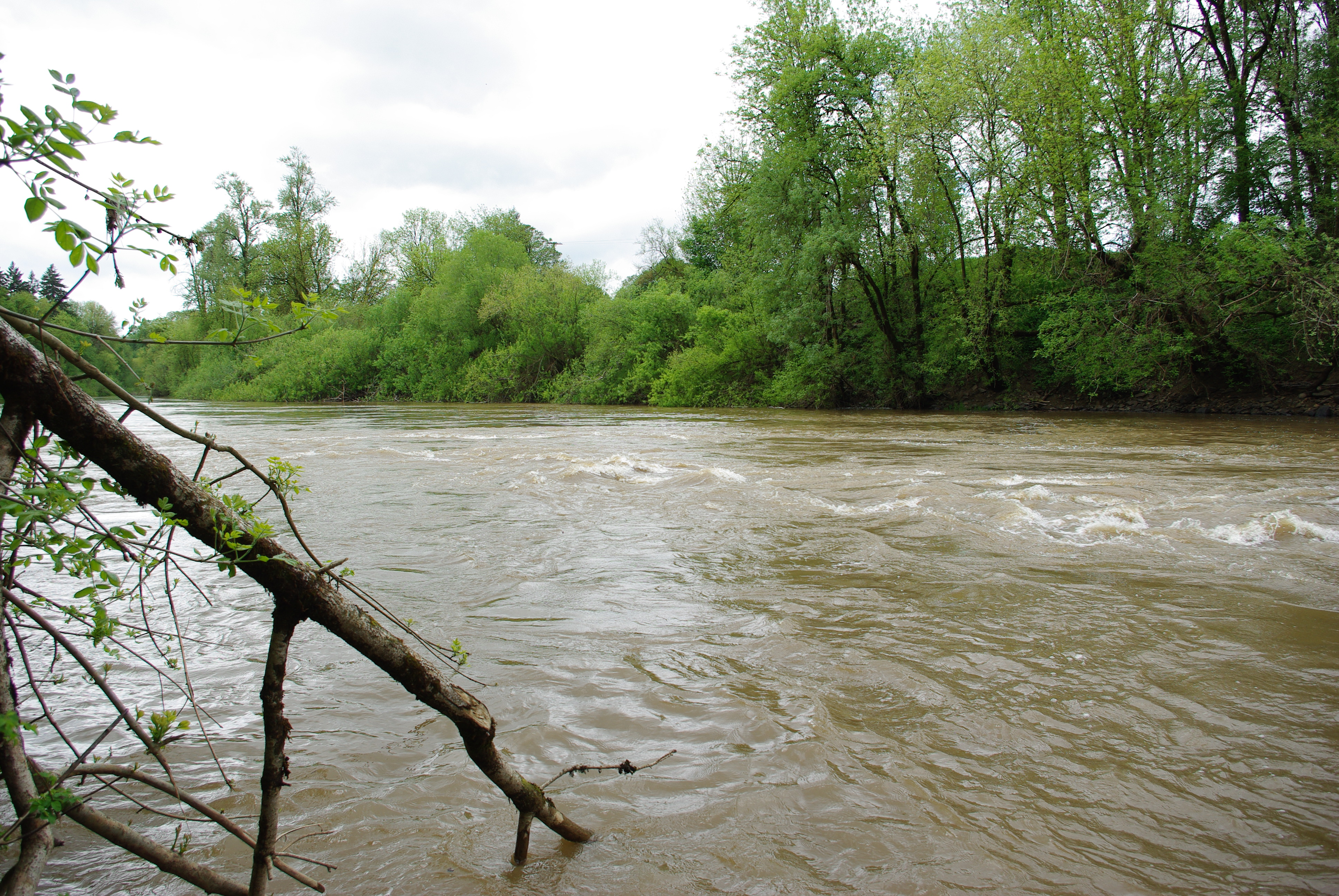
Der Yamhill River

Nach der Volkszählung im Jahr 2000 lebten im County 84.992 Menschen. Es gab 28.732 Haushalte und 21.376 Familien. Die Bevölkerungsdichte betrug 46 Einwohner pro Quadratkilometer. Ethnisch betrachtet setzte sich die Bevölkerung zusammen aus 88,98 % Weißen, 0,85 % Afroamerikanern, 1,47 % amerikanischen Ureinwohnern, 1,07 % Asiaten, 0,12 % Bewohnern aus dem pazifischen Inselraum und 5,08 % Prozent aus anderen ethnischen Gruppen; 2,42 % stammten von zwei oder mehr ethnischen Gruppen ab. 10,61 % der Bevölkerung waren spanischer oder lateinamerikanischer Abstammung.
Von den 28.732 Haushalten hatten 37,40 % Kinder und Jugendliche unter 18 Jahre, die bei ihnen lebten. 60,00 % waren verheiratete, zusammenlebende Paare, 9,90 % waren allein erziehende Mütter. 25,60 % waren keine Familien. 19,70 % waren Singlehaushalte und in 8,40 % lebten Menschen im Alter von 65 Jahren oder darüber. Die Durchschnittshaushaltsgröße betrug 2,78 und die durchschnittliche Familiengröße lag bei 3,17 Personen.
Auf das gesamte County bezogen setzte sich die Bevölkerung zusammen aus 26,90 % Einwohnern unter 18 Jahren, 11,40 % zwischen 18 und 24 Jahren, 28,50 % zwischen 25 und 44 Jahren, 21,40 % zwischen 45 und 64 Jahren und 11,70 % waren 65 Jahre alt oder darüber. Das Durchschnittsalter betrug 34 Jahre. Auf 100 weibliche Personen kamen 102,20 männliche Personen, auf 100 Frauen im Alter ab 18 Jahren kamen statistisch 101,30 Männer.

Das jährliche Durchschnittseinkommen eines Haushalts betrug 44.111 USD, das Durchschnittseinkommen der Familien betrug 50.336 USD. Männer hatten ein Durchschnittseinkommen von 35.686 USD, Frauen 25.254 USD. Das Prokopfeinkommen betrug 18.951 USD. 9,20 % der Bevölkerung und 6,00 % der Familien lebten unterhalb der Armutsgrenze. 10,10 % davon waren unter 18 Jahre und 7,50 % waren 65 Jahre oder älter.